# Doug Houda
Douglas Harold „Doug“ Houda (* 3. Juni 1966 in Blairmore, Alberta) ist ein ehemaliger kanadischer Eishockeyspieler und derzeitiger -trainer, der im Verlauf seiner aktiven Karriere zwischen 1982 und 2003 unter anderem 579 Spiele für die Detroit Red Wings, Hartford Whalers, Los Angeles Kings, Buffalo Sabres, New York Islanders und Mighty Ducks of Anaheim in der National Hockey League auf der Position des Verteidigers bestritten hat. Seinen größten Karriereerfolg als Spieler feierte Houda jedoch in Diensten der Rochester Americans mit dem Gewinn des Calder Cups der American Hockey League im Jahr 1996. Als Assistenztrainer gewann er mit den Boston Bruins im Jahr 2011 den Stanley Cup. Seit Juli 2024 ist er als Assistenztrainer der San Jose Sharks tätig.

## Karriere
Doug Houda begann seine Karriere als Eishockeyspieler bei den Calgary Wranglers, bei denen er von 1982 bis 1985 in der kanadischen Juniorenliga Western Hockey League aktiv war. Während des NHL Entry Draft 1984 wurde er in der zweiten Runde an 28. Position von den Detroit Red Wings ausgewählt. Nachdem der Verteidiger ein Jahr bei den Medicine Hat Tigers und den Adirondack Red Wings – dem damaligen Farmteam in der American Hockey League der Detroit Red Wings – gespielt hatte, wurde er in der Saison 1988/89 in den Profikader der Red Wings aufgenommen. Er bestritt 57 Partien in der National Hockey League, in denen ihm 13 Scorerpunkte gelangen. In der darauffolgenden Saison erhielt Doug Houda mehr Eiszeit und absolvierte 73 NHL-Spiele, in denen er elf Scorerpunkte erzielte. In der Saison 1990/91 wurde er nach wenigen Spielen zunächst zum Farmteam, den Adirondack Red Wings, abgestellt und noch in derselben Saison zu den Hartford Whalers abgegeben. Dort bestritt er die Mehrheit der Partien und gehörte zum Stammpersonal. 
1994 wurde Houda an die Los Angeles Kings abgegeben, bei denen er 54 Partien bestritt und acht Scorerpunkte sammeln konnte. Nach nur knapp einem Jahr in Los Angeles schickten das Management der Kings den Verteidiger zu den Buffalo Sabres. Bei den Sabres konnte er sich nicht durchsetzen und nach zwei Jahren wechselte er zu den New York Islanders. Nachdem er dort in der ersten Saison 70 NHL-Spiele absolviert hatte, erhielt er im folgenden Jahr weniger Eiszeit und Houda wurde zu den Mighty Ducks of Anaheim transferiert. Da es ihm an Konstanz mangelte, wurde er in den folgenden Jahren mehrfach zwischen Teams getauscht. Weder bei den Detroit Red Wings noch bei den Buffalo Sabres fand er seine Form wieder. Deshalb spielte Houda in den letzten Jahren seiner Karriere von 1999 bis 2003 mehrheitlich bei den Rochester Americans in der AHL, wo er zu den besten Spielern des Teams gehörte und konstante Leistungen zeigte. Nach dem Ende der Saison 2002/03 beendete er seine aktive Karriere.
Von 2004 bis 2006 war Houda für seinen Ex-Club, die Rochester Americans, in der American Hockey League als Assistenztrainer tätig. Anschließend arbeitete er von 2006 und 2016 in derselben Position für die Boston Bruins in der National Hockey League. Anschließend übernahm er als Assistenztrainer bei den Detroit Red Wings, eine Position, die er bis zum Ende der Saison 2021/22 innehatte, als sein auslaufender Vertrag samt dem von Cheftrainer Jeff Blashill nicht verlängert wurde. Wenig später wurde er im Juli 2022 in gleicher Funktion von den New York Islanders verpflichtet, ebenso wie im Juli 2024 von den San Jose Sharks.

## Erfolge und Auszeichnungen
- 1985 WHL East Second All-Star Team
- 1988 AHL First All-Star Team
- 1996 Calder-Cup-Gewinn mit den Rochester Americans
- 2011 Stanley-Cup-Gewinn mit den Boston Bruins (als Assistenztrainer)

## Karrierestatistik
(Legende zur Spielerstatistik: Sp oder GP = absolvierte Spiele; T oder G = erzielte Tore; V oder A = erzielte Assists; Pkt oder Pts = erzielte Scorerpunkte; SM oder PIM = erhaltene Strafminuten; +/− = Plus/Minus-Bilanz; PP = erzielte Überzahltore; SH = erzielte Unterzahltore; GW = erzielte Siegtore; 1 Play-downs/Relegation; Kursiv: Statistik nicht vollständig)